# Ta marinière
Ta marinière est une chanson de Hoshi sortie en 2018.
C'est le deuxième single extrait de son album Il suffit d'y croire.

## Description
La chanteuse a écrit le texte après une rupture douloureuse. Son refrain entêtant en fait un des tubes de l'été 2018.

## Certifications
La chanson a été single d'or en août 2018 et disque de platine en avril 2019.